# Daniel Txopitea
Daniel Txopitea Guinda  (24 de febrero de 1950-27 de enero de 1997) fue un pintor y escultor español.
Daniel Txopitea fue un sobresaliente artista vasco con una amplia obra pictórica complementada con esculturas, bocetos y serigrafías. Desarrolló el hiperrealismo de los años 1960. Su actitud investigadora y creadora le llevó a realizar incursiones en la fotografía e incluso en la literatura. Durante los 30 años que se mantuvo en activo desarrollo múltiples exposiciones, tanto individuales como colectivas, tanto en el País Vasco como en otros lugares de España así como en Italia, EE. UU., Francia, Inglaterra,  la antigua Checoslovaquia, Polonia y Alemania. Tiene obras en varios museos y entidades españolas y extranjeras.

## Biografía
Daniel Txopitea nació el 24 de febrero de 1950 en la localidad vizcaína de Ermua. Primogénito de dos hermanos se traslada, a los dos años de edad,  a  Éibar (Guipúzcoa), ciudad vecina de Ermua, donde sus padres, armeros de profesión, tenían un taller de escopetas.
Con 13 años de edad comienza a desarrollar las primeras obras pictóricas de forma autodidacta tomando pronto la decisión de dedicarse a la pintura de forma profesional. Sus primeros trabajos se desarrollan dentro de la llamada Geometría inicial estilo con el que gana los primeros certámenes de pintura a los 19 años de edad (I Certamen de Villa de Motrico 1969, el III Certamen Villa de Zaráuz 1970 y Primer premio en el Festival de Cine de San Sebastián en murales). Al año siguiente, cuando contaba con 20 años de edad, realiza su primera exposición. Esta muestra se expuso en la sala Arrate de Éibar.
Influenciado por los trabajos antropológicos de José Miguel de Barandiarán inicia un ciclo artístico que denomina Gauzak (cosas) en donde se inspira para sus tyrabajos en el ritual popular vasco. Por aquel tiempo mantiene su taller artístico en el barrio eibarrés de Urki.
Daniel Txopitea fue cofundador el 9 de febrero de 1974, junto a Fernando Beorlegui, Iñaki Larrañaga Iglesias y Marino Plaza del grupo Gorutz, con la  idea de innovar y de apartarse del paisajismo idealizado y del costumbrismo, de cierto oscurantismo en que estaba inmerso en esa época el Arte Vasco. Investigar nuevos caminos será su meta así como apoyarse y respetarse mutuamente en sus directrices artísticas. Realizaron exposiciones conjuntas mostrando con total libertad su obra.
Se casa con Begoña Cendoya en 1976 trasladando su residencia a Zaráuz (Guipúzcoa), localidad donde sus padres tenían su residencia veraniega y venía pasando largas temporadas, instalando su estudio en el barrio de Santa Bárbara. Ese mismo año nació su única hija Ainize Txopitea que también ha seguido sus pasos de artista.
Comienza la realización de varias series pictóricas, Apuntes  y  Ficciones, Figuración  Fantástica, Serie  Erótica, Figuras  en movimiento o Belarrak. En 1987 presenta en la galería Altxerri de San Sebastián, que dirigió desde 1987 hasta 1990, la serie gráfica Gernika-ri (a Guernica), con motivo del 50 aniversario del bombardeo de Guernica.
En la década de 1990, Daniel Txopitea desarrolla su última etapa artística. En ella desarrolla un estilo neo-constructivita muy relacionado con la estética de Jorge Oteiza (Oteiza realizaría a la postre una escultura en conmemorativa situada en Éibar) y apoyada por la teoría propia acerca del "Plano Binario activo en el cuadro". Con Oteiza editó la capeta de obra gráfica La ley de los Cambios y, en solitarios, las series Colosos y Titanes y Personajes Blanco y Negro.
Murió, a los 46 años de edad, en San Sebastián el 27 de enero de 1997 víctima de un cáncer. Dada su relación con la ciudad armera (Éibar) sus cenizas fueron aventadas en el monte Kalamua.

## Otras creaciones y realizaciones
El dinamismo creador e investigador de Daniel Txopitea le llevó a la creación de otras áreas artísticas diferentes a la pintura. Desarrolló la escultura con obras como El Cíclope Vigilante {1996) y La Pinza (1995). En la literatura realizó varios poemas, publicados por el ayuntamiento de Zarauz en 2001. Realizó el libro Zarautz con toda el Alma, una recopilación de entrevistas con diferentes artistas zarautztarras.
Fue miembro fundador de los grupos artísticos Enkoari, Lekarok y de eibarrés Gorutz junto a Fernando Beorlegui e Iñaki Larrañaga.